# El Corte (banda)
El Corte fue un grupo de rock argentino, formado en Buenos Aires en el año 1985 por Javier Calamaro y Hernán Reyna (quienes antes de eso formaban la banda pop Frappé) en el año 1986.

## Carrera
Javier Calamaro (voz, guitarras y batería) y Hernán Darwin Reyna (guitarras y voz) se unieron a Federico Oldenburg (teclados), Pablo Martín (bajo) y Leonardo Ramella (batería) para formar El Corte, que en su corta historia editó dos trabajos discográficos: El Corte en 1986 y El camino contrario en 1987.
Los autores de la mayoría de los temas eran Calamaro y Reyna, más alguna participación de los demás miembros, mientras que el estilo de la banda se acercaba al post punk y al rock gótico, con un sonido tortuoso, letras oscuras y detalles de rock industrial.
El primer álbum fue grabado en tan sólo una noche, en un galpón en desuso de la empresa Obras Sanitarias en Villa Devoto, aprovechando su "cámara natural", la cual le otorgó un sonido sórdido y crudo, lleno de ruidos ambientales.
En el año 1988, después de varios conciertos en Buenos Aires, la banda se separó y sus integrantes tomaron diferentes rumbos: Javier Calamaro formó junto al "Gitano" Herrera el grupo Los Guarros, Hernán Reyna viajó a Alemania y luego a España (donde se reencontró con Federico Oldenburg), pero fallecería en 1995 en un accidente de barco, Leonardo Ramella y Pablo Martín encararon diversos proyectos (Entre ellos, ser el guitarrista de Tom Tom Club, banda de Chris Frantz y Tina Weymouth, de Talking Heads).

## Discografía
- «El Corte»[2] (Interdisc, 1986)/Twilight Records, 2020
- «El camino contrario» (Berlín/EMI, 1987)Twilight Records, 2020